# Oecetis hulstaerti
Oecetis hulstaerti är en nattsländeart som beskrevs av Navás 1931. Oecetis hulstaerti ingår i släktet Oecetis och familjen långhornssländor. Inga underarter finns listade i Catalogue of Life.